# Glyptoglossa dispar
Glyptoglossa dispar är en skalbaggsart som beskrevs av Louis Albert Péringuey 1904. Glyptoglossa dispar ingår i släktet Glyptoglossa och familjen Melolonthidae. Inga underarter finns listade i Catalogue of Life.